# Jakub Woroniecki
Jakub Juriewicz Woroniecki herbu Korybut (zm. 1588) – biskup nominat kijowski i czernihowski (nie zatwierdzony przez papieża) w latach 1585–1588, kanonik gnieźnieński i łowicki w 1582 roku, proboszcz infułat gieranoński i łaski, sekretarz królewski w 1568 roku, dworzanin królewski w 1565 roku.
W 1584 został wyznaczony przez Stefana Batorego na biskupa kijowskiego, jednak nie uzyskał nigdy zatwierdzenia papieskiego (najprawdopodobniej nie starał się o nie) i nie przyjął święceń biskupich. W czasie sejmu elekcyjnego w 1587 popierał kandydaturę Maksymiliana III Habsburga na króla Polski i proklamował jego wybór, w istocie dokonany jedynie przez część uczestników elekcji i ostatecznie uznany za nieważny. Zmarł w 1588.